# ジョン・ヴォーン (初代リズバーン子爵)
初代リズバーン子爵ジョン・ヴォーン（英語: John Vaughan, 1st Viscount Lisburne、1667年12月7日 – 1721年3月20日）は、ウェールズ出身の政治家、アイルランド貴族。

## 生涯
エドワード・ヴォーン（1683年没）とレティシア・フッカー（Letitia Hooker、サー・ウィリアム・フッカーの娘）の息子として、1667年12月7日に生まれた。
1694年12月、カーディガンシャー選挙区の補欠選挙で当選して庶民院議員になり、1695年6月5日にアイルランド貴族であるティペラリー県におけるフェザード男爵とアントリム県におけるリズバーン子爵に叙された。ホイッグ党員であったが、議会への興味を失い、1698年イングランド総選挙で立候補しなかった（ただし、その後もカーディガンシャーにおける党派間の争いに関与した）。
1714年12月1日から1721年3月20日までカーディガンシャー首席治安判事を務めた。任期中に1715年ジャコバイト蜂起が勃発すると、厳しく対処したという。
1721年3月20日に死去、4月5日にグリニッジで埋葬された。

## 家族
1692年8月18日、マレット・ウィルモット（Malet Wilmot、1709年没、第2代ロチェスター伯爵ジョン・ウィルモットの娘）と結婚、3男3女をもうけた。
- ジョン（1695年頃 – 1741年） - 第2代リズバーン子爵
- ウィルモット（1766年没） - 第3代リズバーン子爵

マレットは兄弟である第3代ロチェスター伯爵チャールズ・ウィルモットの遺産の一部を継承しており、ヴォーンは結婚を通じて財産を築き上げたが、長男ジョンの浪費により徐々に蝕まれていった。